# Tipula (Pterelachisus) hewitti
Tipula (Pterelachisus) hewitti is een tweevleugelige uit de familie langpootmuggen (Tipulidae). De soort komt voor in het Nearctisch gebied.